# Poecilasthena paucilinea
Poecilasthena paucilinea är en fjärilsart som beskrevs av W. Warren 1906. Poecilasthena paucilinea ingår i släktet Poecilasthena och familjen mätare. Inga underarter finns listade i Catalogue of Life.